# Giripurno (Bumiaji)
Giripurno is een bestuurslaag in het regentschap Batu van de provincie Oost-Java, Indonesië. Giripurno telt 9485 inwoners (volkstelling 2010).